# Big Christmas
Big Christmas è un album in studio natalizio del cantante statunitense Sergio Sylvestre, pubblicato nel 2017.

## Tracce
1. Let It Snow – 2:07
2. The Christmas Song – 3:32
3. Jingle Bells/Jingle Bells Rock – 2:46
4. White Christmas – 2:46
5. I Will Follow Him – 2:44
6. Over the Rainbow – 3:08
7. Santa Claus Is Coming to Town – 2:33
8. Little Drummer Boy – 2:51
9. Oh Happy Day – 2:28
10. Hallelujah – 3:37
11. Have Yourself a Merry Little Christmas – 3:12